# Байбосынова, Улжан Маликайдаркызы
Улжан Маликайдаркызы Байбосынова (каз. Ұлжан Мәлікайдарқызы Байбосынова; род. 1973, Тасбогет, Сырдарьинский район, Кызылординская область, КазССР, СССР) — казахская поэтесса и исполнительница фольклорной музыки (в том числе, горлового пения), жырау, музыкальный педагог, кандидат филологических наук (2006), доцент. Заслуженный деятель Казахстана (2016).
Одна из лучших исполнительниц в мире традиционного горлового пения жырау — техники исполнения, присущей тюркоязычным народам.

## Биография
Родился в 1973 году в поселке городского типа Тасбогет Сырдарьинского района Кызылординской области.
В 1995 году окончила кафедру «Народного пения» музыкального факультета Кызылординского педагогического института им. Коркыт ата.
В 2001 году окончила аспирантуру Казахской национальной консерватории им. Курмангазы по специальности «Музыковедение».
В 2006 году защитила кандидатскую диссертацию на данную тему: «Тема ислама в произведениях сырдарьинских жырау-акынов».

## Трудовая деятельность
С 1995 по 1996 год — преподаватель-стажер кафедры «Народной песни» Кызылординского педагогического института имени Коркыт ата.
С 1996 по 1998 год — стажер-исследователь кафедры «Гармония сольфеджио» Казахской национальной консерватории им. Курмангазы.
С 2001 по 2007 год — преподаватель «Музыки» школы-колледжа «Кокил» (город Алматы).
С 2006 по 2008 год — преподаватель кафедры «Традиционной культуры и искусства» Казахской Национальной академии искусств  им. Т. Жургенова.
С 2008 года — преподаватель, старший преподаватель (с 2012), заведующий кафедрой (2012—2014), доцент (с 2015) Казахской национальной консерватории им. Курмангазы.
С 2015 по 2019 год — Руководитель Музея народных музыкальных инструментов им. Ыхласа (г. Алматы).
С 2019 года — Член Политического совета партии «Нур Отан».

## Награды и звания
- 2016 — Қазақстанның еңбек сіңірген қайраткері (Заслуженный деятель Казахстана) — за большой вклад в развитие национального искусства.;
- 2016 — Юбилейная медаль «25 лет независимости Республики Казахстан»;
- 2017 — Кавалер ордена «Искусств и литературы» (Франция) — за профессиональное исполнительское мастерство кюев и жырау.;[3][4]
- 2018 — Почетная грамота Министерства образования и науки Республики Казахстан;
- 2019 — Гран-При Международного фестиваля бахшы (жыршы) в Узбекистане;[5][6]
- 2020 — Юбилейная медаль «25 лет Ассамблеи народа Казахстана»;
- 2021 — Медаль «Белсенді қызыметі үшін» от партии «Нур Отан»;
- 2021 (2 декабря) — Орден «Курмет»;[7]